# Okrouhlá Radouň
Okrouhlá Radouň (deutsch Scheiben Radaun) ist eine Gemeinde in Tschechien mit etwa 200 Einwohnern. Sie befindet sich zwölf Kilometer nördlich von Jindřichův Hradec und gehört zum Okres Jindřichův Hradec.

## Geographie

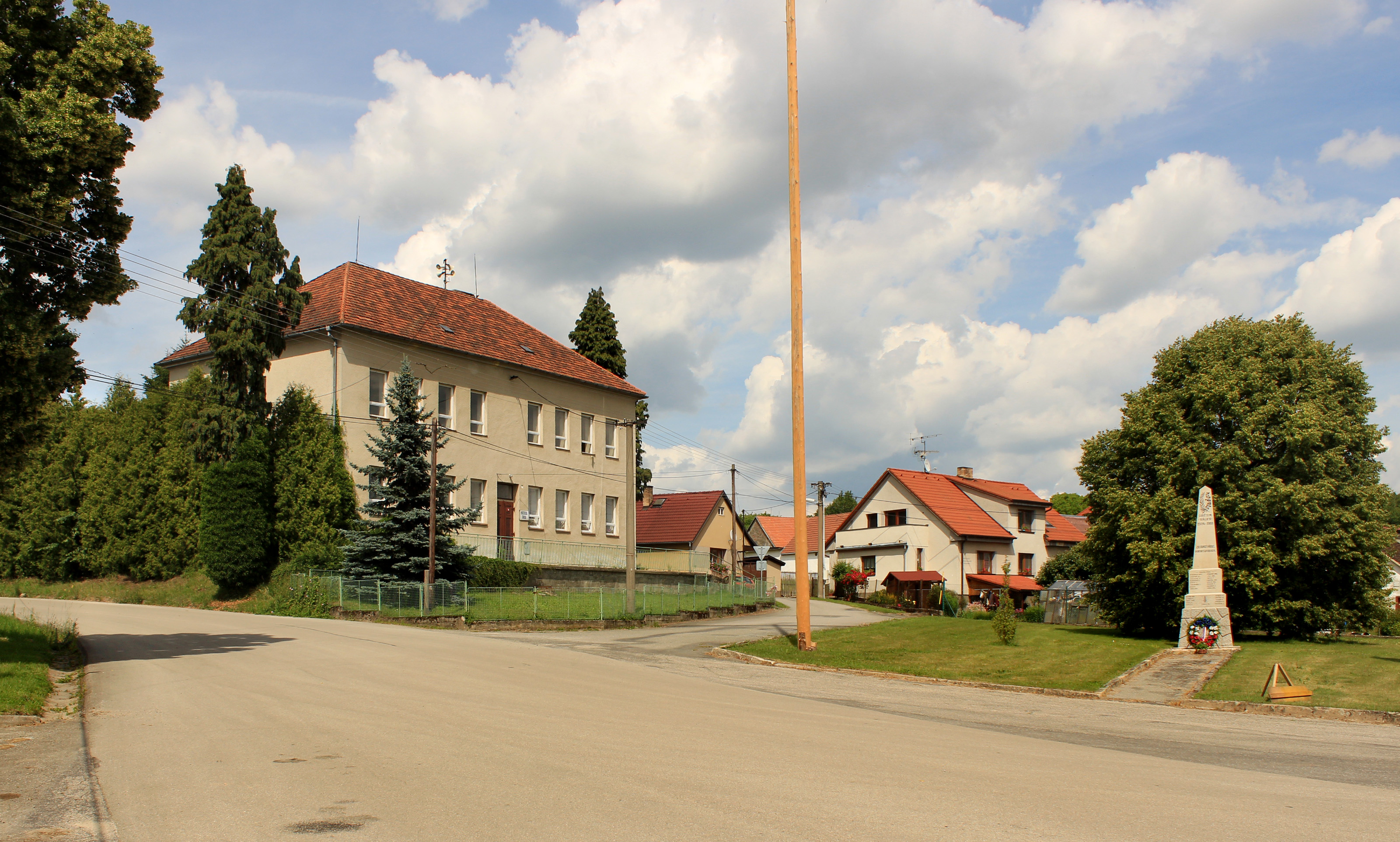
Der Dorfplatz

Okrouhlá Radouň befindet sich im Süden der Böhmisch-Mährischen Höhe im Tal des Radouňský potok. Nördlich des Dorfes erhebt sich der 596 m hohe Kubalov.
Nachbarorte sind Horní Radouň im Norden, Dívčí Kopy und Hadravova Rosička im Nordosten, Karlov und Nová Včelnice im Osten, Lovětín im Südosten, Kostelní Radouň im Süden sowie Najdek im Westen.

## Geschichte
Erstmals urkundlich erwähnt wurde das Dorf als villa Raduny  im Jahre 1389.
1782 lebten in dem Dorf 320 Menschen. In den 1820er Jahren begann der Bergbau auf Limonit, das zuerst in Chlum u Třeboně und später in Kamenice nad Lipou verarbeitet wurde. Am 5. August 1839 wurde der Ort nach einem dreistündigen Gewitterguss überschwemmt und die Fischteiche liefen über. 1860 hatte Scheiben Radaun 544 Einwohner. Im Jahre 1896 gründete sich die Freiwillige Feuerwehr.
In Okrouhlá Radouň, wie auch in den Nachbarorten Lodhéřov und Najdek, lebten überwiegend deutschsprachige Bewohner. Angeheizt durch das Gedankengut Henleins kam es im Ort 1938 zu Nationalitätenkonflikten. Zum 1. November 1940 wurde Scheiben Radaun zusammen mit Kirchen Radaun in den Bezirk Kamnitz an der Linde umgegliedert.
Nach der Auflösung des Okres Kamenice nad Lipou kam der Ort am 1. Juli 1960 zum Okres Jindřichův Hradec. Im selben Jahre erfolgte der Zusammenschluss von Okrouhlá Radouň und Starý Bozděchov mit Horní Radouň. 1981 erhielt Okrouhlá Radouň wieder einem eigenen Ortsausschuss.
Heute wird am Králův vrch südöstlich des Ortes noch Bergbau betrieben. Die Grube am Kublov ist stillgelegt.

## Gemeindegliederung
Für die Gemeinde Okrouhlá Radouň sind keine Ortsteile ausgewiesen.

## Sehenswürdigkeiten
- Kapelle St. Wenzel, erbaut 1874